# Gudrun Sjödén
Gudrun Sjödén (født 5. juni 1941) er en svensk tøjdesigner.
Sjödén opvoksede i Julita i Södermanland, og hun studerede tekstil og mode på Konstfack i perioden 1958-63. I 1961 blev hun gift med fotografen Björn Sjödén. Sammen med ham åbnede hun sin første butik med tøj hun selv havde designet i Stockholm på Regeringsgatan i 1976. Virksomheden har i dag omkring 100 ansatte og omsætter for 250 mio. SEK om året.
I 2007 modtog Hans Majestät Konungens medalj af Carl 16. Gustav af Sverige.